# Moulotte
Moulotte település Franciaországban, Meuse megyében. Lakosainak száma 87 fő (2022. január 1.). Moulotte Allamont, Harville, Labeuville és Villers-sous-Pareid községekkel határos.

## Népesség
A település népességének változása:
| Lakosok száma | 77   | 59   | 76   | 81   | 113  | 105  | 101  | 93   | 90   | 87   |
|               | 1968 | 1982 | 1990 | 2006 | 2013 | 2015 | 2017 | 2019 | 2020 | 2022 |